# Hans Andreae
Pour les articles homonymes, voir Andreae.
Hans Andreae, né le 24 mai 1908 à Zurich et mort le 29 octobre 1978 dans cette même ville, est un pianiste, claveciniste et pédagogue suisse.

## Biographie
Hans (à l'origine Johann Valentin) Andreae est le fils du chef d'orchestre suisse Volkmar Andreae (1879-1962) et d'Elisabeth Andreae, née Landis. Il a deux sœurs : Ruth et Marianne.
Ses parents lui font étudier le violon dès l'âge de cinq ans avec Annie Peter. Mais comme Hans Andreae montre une préférence pour le piano, il commence à étudier cet instrument à l'âge de huit ans, auprès d'Anna Lorch. Très tôt il montre une prédilection pour l'improvisation.
Après avoir terminé ses études au lycée, avec les mathématiques et la physique comme points forts, Hans Andreae hésite, et ceci malgré sa passion pour la musique, à entamer une carrière de musicien, craignant d'être dans l'ombre imposante de son père, alors chef de l'orchestre de la Tonhalle de Zurich (de 1906 à 1949) et directeur du Conservatoire de cette ville (de 1914 à 1939). Mais comme son oncle Charles Andreae lui déconseille de continuer dans les mathématiques et la physique (à cause de la mauvaise situation économique de ces années), et qu'il est très intéressé par les contacts humains, il envisage de faire des études de médecine, plus spécialement de psychiatrie. Mais il abandonne cette idée très rapidement, et étudie le droit pendant quelques semestres. En même temps, Hans Andreae continue d'étudier dans la classe de Walter Frey (Konzertausbildungsklasse du Conservatoire de Zurich). Le 12 octobre 1929, lors du concert de clôture donné dans la grande salle du Conservatoire sous la direction de Hermann Hofmann, il interprète le Konzertstück de Carl Maria von Weber, avec un grand succès.
Cette fois il se décide définitivement à faire une carrière de musicien et va étudier le piano auprès d'Eduard Erdmann et le contrepoint avec Philipp Jarnach à la Musikhochschule de Cologne (où son père avait lui-même étudié quelque trente ans auparavant, de 1897 à 1900). Il obtient son diplôme en 1933 (Konzertdiplom).
En 1935 déjà, il est nommé professeur au Conservatoire de Zürich pour le piano et le clavecin, un poste qu'il conservera jusqu'en automne 1978, peu avant son décès. Entretemps, et avant tout sur l'incitation de Willem de Boer, le premier violon de l'orchestre de la Tonhalle de Zürich, il se perfectionne au clavecin et est engagé par l'orchestre de la Tonhalle comme claveciniste et pianiste. Au cours des ans, il se concentre de plus en plus sur les instruments anciens, donne des concerts au clavecin, à l'épinette, au clavicorde, au clavier dit Orgelpositiv, au Mozart flügel. Ses partenaires sont entre autres André Jaunet à la flûte, Kurt Hamberger à la viole de gambe, Rudolf Baumgartner au violon, Karl Maria Schwamberger à la viole de gambe (le Zürcher Kammertrio : Hans Andreae, accompagné de Rudolf Baumgartner au violon et Karl Maria Schwamberger à la viole de gambe). Il donne souvent des concerts en Autriche, y noue beaucoup de contacts et fait la connaissance de Wolfgang et Hedy von Karajan : diverses tournées de concerts avec ces deux artistes les conduisent jusqu'en Amérique. Plus tard, en 1950, Wolfgang von Karajan formera avec son épouse Hedy et Hans Andreae son Orgel-Ensemble Wolfgang von Karajan, pour donner des concerts avec trois claviers Orgelpositiv.
Parmi les œuvres que Hans Andreae a données en première audition, on peut citer la Petite symphonie concertante de Frank Martin, le Concerto pour clavecin et orchestre de chambre de Peter Mieg et le Concertino pour 2 flûtes, clavecin et orchestre à cordes de Willy Burkhard.
En 1936, il épouse la pianiste Lis Keller (leur fils, Marc, deviendra plus tard chef d'orchestre). Après son divorce, il se remarie en 1952 avec Rosmarie Metzenthin, bien connue pour son école de théâtre, fondée en 1951, et pour son activité dans le domaine du théâtre pour enfants. De ce second mariage naissent un fils, Andreas, et deux filles Angelika et Bettina.

## Source
- Hans Andreae, ein Erinnerungsbild, zusammengestellt von Rosmarie Andreae-Metzenthin, 1979: Familienschrift für den Verwandtschafts, und Freundeskreis über Leben und Schaffen des Zürcher Pianisten, vor allem Cembalisten und Musiklehrers Hans Andreae; mit biographischen Beiträgen über ihn, Auszügen aus Briefen und Texten von ihm, über seine musikalische Karriere, Äusserungen seiner Schüler, mit Auszügen aus Kritiken und Nachrufen; mit zahlreichen Familienphotographien, auch Abbildungen von Konzertprogrammen.